# Balla (Macedonia)
Balla (en griego antiguo: Βάλλα) o Valla (Οὐάλλαι) fue una ciudad de la antigua Macedonia, en el río Haliacmón, al sur de Fílace, situada en Piería según Claudio Ptolomeo, y Plinio el Viejo, cuyos habitantes fueron trasladados a Pition. Como Pition estaba en Perrebia, al pie suroccidental de las montañas Pierias, el arqueólogo del siglo XIX William Martin Leake situó Balla en la parte montañosa de Pieria, y supuso que Velventos pudo haber derivado su nombre de ella. En ese caso, se trataría de un lugar diferente de la «Bala» de la Tabula Peutingeriana, que se encontraba a medio camino entre Díon y Veria.
Pese a que Panagiotis Faklaris sugirió que Balla podría identificarse con el sitio arqueológico de Vergina, la mayoría de los eruditos modernos consideran que su emplazamiento no está localizado.